# Coffea leonimontana
Coffea leonimontana är en måreväxtart som beskrevs av Piet Stoffelen. Coffea leonimontana ingår i släktet Coffea och familjen måreväxter. Inga underarter finns listade i Catalogue of Life.